# Valentino Lanús
Valentino Lanús, właściwie Luis Alberto López Ayala (ur. 3 maja 1975 w Meksyku) – meksykański aktor telewizyjny i model.

## Życiorys
Przyszedł na świat w Meksyku jako jedyny syn i drugie z czworga dzieci Margarity i Luisa Alberto. Ma trzy siostry: Margaritę, Monicę i Sandrę. 
Zaczął swoją karierę jako model pod pseudonimem Valentino Mazza. Później uczył się aktorstwa w szkole Centro de Educación Artística (CEA) działającej przy meksykańskiej stacji telewizyjnej Grupo Televisa. 
Po raz pierwszy trafił przed kamery telewizyjne w telenoweli Maria Isabela (María Isabel, 1997) z Adelą Noriegą i Mario Cimarro. 
W telenoweli Pierwszy miłość...lub tysiąc na godzinę (Primer amor... a mil por hora, 2000) z udziałem Anahí, Kuno Beckera, Mauricio Islasa i Sebastiána Rulli zaśpiewał także piosenkę „Por Tí”. Natomiast w jednym z odcinków telenoweli Gra w życie (El Juego de la vida, 2001) u boku Diany Osorio, Patricio Borghetti w roli Juana Carlosa Domíngueza, trenera piłki nożnej wykonał utwór „Te Solté La Rienda”. 
Wraz z Jaime Camilem wystąpił w telenoweli Idiotki nie idą do nieba (Las Tontas no van al cielo, 2008) jako Patricio Molina Lizárraga, ukochany głównej bohaterki, Candy (Jacqueline Bracamontes).
Związany był z Miss Meksyku Uniwersum 2000 Jacqueline Bracamontes.
Angażuje się w akcje na rzecz biednych dzieci. Wspomaga je także z własnej kieszeni.

## Filmografia

### Seriale
- 1997: Maria Isabela (María Isabel) jako Antonio
- 1999: Miłość Cygana (Amor gitano) jako Patricio
- 2000: La Casa en la playa jako Miguel Ángel Villarreal
- 2000: Pierwszy miłość...lub tysiąc na godzinę (Primer amor... a mil por hora) jako Imanol Jáuregui Tasso
- 2001: Gra w życie (El Juego de la vida) jako Juan Carlos Domínguez
- 2001: Mujer, casos de la vida real
- 2002: Klasa 406 (Clase 406") w roli samego siebie
- 2003: Zaklęte serce (Mariana de la noche) jako Javier Mendieta
- 2004: Inocente de ti jako Julio Alberto
- 2004: Zdradzona miłość (Amar otra vez) jako Daniel Suárez González
- 2005: Alborada jako Martín Alvarado
- 2006: Amar sin límites jako Diego Morán
- 2008: Idiotki nie idą do nieba (Las Tontas no van al cielo) jako Patricio Molina Lizárraga
- 2009–2010: Hermanos & Detectives jako aktor teatralny
- 2010–2011: Llena de amor jako Emanuel Ruiz y de Teresa Curiel / Lirio de plata
- 2012: Nieposkromiona miłość (Amor bravío) jako Luis Del Olmo
- 2016: Maldita tentación jako Fernando Bonilla
- 2017: Nada personal jako Alejandro Castillo
- 2024: Tu vida es mi vida jako José "Pepe" Castillo Ibáñez

### Filmy TV
- 2001: Primer amor... tres años después jako Imanol Jáuregui Tasso